# サーイユット駅
サーイユット駅（サーイユットえき、タイ語:สถานีสายหยุด）はタイ王国バンコク都バーンケーン区にある、バンコク・スカイトレイン（BTS）スクムウィット線の駅。駅番号は「N19」。

## 概要
駅名が示す通りパホンヨーティン通りの直上、ソイ69付近に位置する。
BTSスクムウィット線4期区間として、2020年12月16日に当駅が開業。

## 駅構造
高架式2面2線の相対式ホーム。可動式ホーム柵によるホームドア設置駅。

### 駅階層
| 3階                                |                                            |                        |
| 相対式ホーム（可動式ホーム柵有り） |                                            |                        |
| 1番線・上り■スクムウィット線       | モーチット・サイアム・サムロン・ケーハ方面 |                        |
| 2番線・下り■スクムウィット線       | サパーンマイ駅・クーコット駅方面           |                        |
| 相対式ホーム（可動式ホーム柵有り） |                                            |                        |
| 2階                                | コンコース                                 | 自動券売機、自動改札口 |
| 1階                                | 出入口                                     | パホンヨーティン通り   |

## 駅周辺
- Big Cドンムアン店（ショッピングセンター）